# They See You
They See You (Originaltitel: The Watchers) ist ein US-amerikanischer Horrorthriller von Regisseurin Ishana Shyamalan, der am 6. Juni 2024 in die deutschen und am darauffolgenden Tag in die US-amerikanischen Kinos kam. Es handelt sich um eine Filmadaption des Romans The Watchers des irischen Autors A. M. Shine, in der Dakota Fanning, Olwen Fouéré und Georgina Campbell die Hauptrollen übernahmen.

## Handlung
Im Auftrag einer Zoohandlung soll Mina einen Papagei von Galway nach Belfast überstellen. Auf dem Weg durch die irische Wildnis macht ihr Auto schlapp, woraufhin sich Mina in einem abgelegenen Waldstück verirrt. Als die Nacht hereinbricht, entdeckt sie eine ältere Frau, die sie zu einem im Wald errichteten Unterschlupf führt. Die Dame stellt sich als Madeline vor und macht Mina mit den anderen beiden Bewohnern Ciara und Daniel bekannt. Alle drei haben in einem als „Box“ bezeichneten Bunker Zuflucht vor mysteriösen Wesen gefunden, die jede Nacht kommen, um die Bewohner durch einen großen Einwegspiegel zu beobachten. Um das Überleben zu gewährleisten, wurden einige Regeln aufgestellt. So darf sich den Erdlöchern im Wald, in denen sich die „Watcher“ am Tag vor dem Sonnenlicht verstecken, nicht genähert, die Tür des Bunkers nach Einbruch der Nacht nicht geöffnet und dem Einwegspiegel niemals der Rücken zugekehrt werden.
Mina fremdelt zunächst mit der für sie neuen Situation und denkt darüber nach, bei Tageslicht zu fliehen, wird von Madeline aber darüber aufgeklärt, dass man dem Wald nicht entkommen könnte und die Watchers in der Nacht jagen. Auf der Suche nach Antworten steigt sie ein Erdloch im Wald hinab und findet in dem unterirdischen Bau eine Videokamera, mit der sie die Watchers in der Nacht filmen möchte. Nach Einbruch der Dunkelheit erscheint eine Person am Bunker, die Ciara als ihren wenige Tage zuvor zur Rettung aufgebrochenen Ehemann John identifiziert. Ciara ist gewillt, die Tür des Bunkers zu öffnen, doch Madeline hält die Erscheinung für eine Täuschung der Watcher, da John einfache persönliche Fragen nicht beantworten kann.
Einige Zeit vergeht und die Stimmung in der Gruppe wird immer angespannter. Daniel will Veränderung und schließt Mina und Madeline eines Nachts aus dem Bunker aus, sodass beide die schattenhaften Umrisse der Watchers sehen können. Die Abwesenheit der beiden macht die Kreaturen derart wütend, dass sie den Einwegspiegel des Bunkers zerbrechen. Um dem sicheren Tod zu entgehen, können sich die vier Überlebenden in einen unterirdischen Schutzraum retten, wo sie alte Videoaufnahmen von Professor Kilmartin finden. Dieser hatte den Bunker einst zu Forschungszwecken errichtet, um die einheimischen Kreaturen – von ihm als gestaltwandelnde Feen bezeichnet – zu studieren.
Da auf den Aufzeichnungen von Kilmartin auch ein Weg aus dem Wald verzeichnet war, entschließt sich die Gruppe am nächsten Morgen dazu, die Flucht anzutreten. Die Route ist beschwerlich und zeitlich aufwendig, sodass die vier Überlebenden in die einbrechende Dämmerung geraten. Daniel wird von den Watchers gefasst und getötet, während Mina, Madeline und Ciara an einem See ankommen. Mit einem Boot erreichen sie am nächsten Morgen die rettende Zivilisation und kehren gemeinsam nach Galway zurück. Dort durchforstet Mina die alten Büroräume von Professor Kilmartin und findet ein Foto seiner verstorbenen Frau Madeline. Mina schlussfolgert, dass der Professor mithilfe der gestaltwandelnden Kreaturen seine Frau zurückbringen wollte und Madeline in Wahrheit die gesamte Zeit über ein Watcher war.
Als sie ihre Entdeckungen Ciara zeigen möchte, kommt es zur Konfrontation mit Madeline. Diese gibt sich als Mischwesen zu erkennen – das Kind eines Menschen und eines Watchers –, weshalb sie von ihresgleichen verstoßen wurde. Nun möchte sie die belastenden Beweise und letzten Zeugen aus der Welt schaffen, um unentdeckt unter den Menschen leben zu können. Mina appelliert an Madelines menschliche Seite und ruft ihr in Erinnerung, dass sie die Gruppe mehrmals vor den Watchers gerettet hat. Madeline sieht von ihrem Vorhaben ab und fliegt mit ihren Flügeln davon.

## Produktion

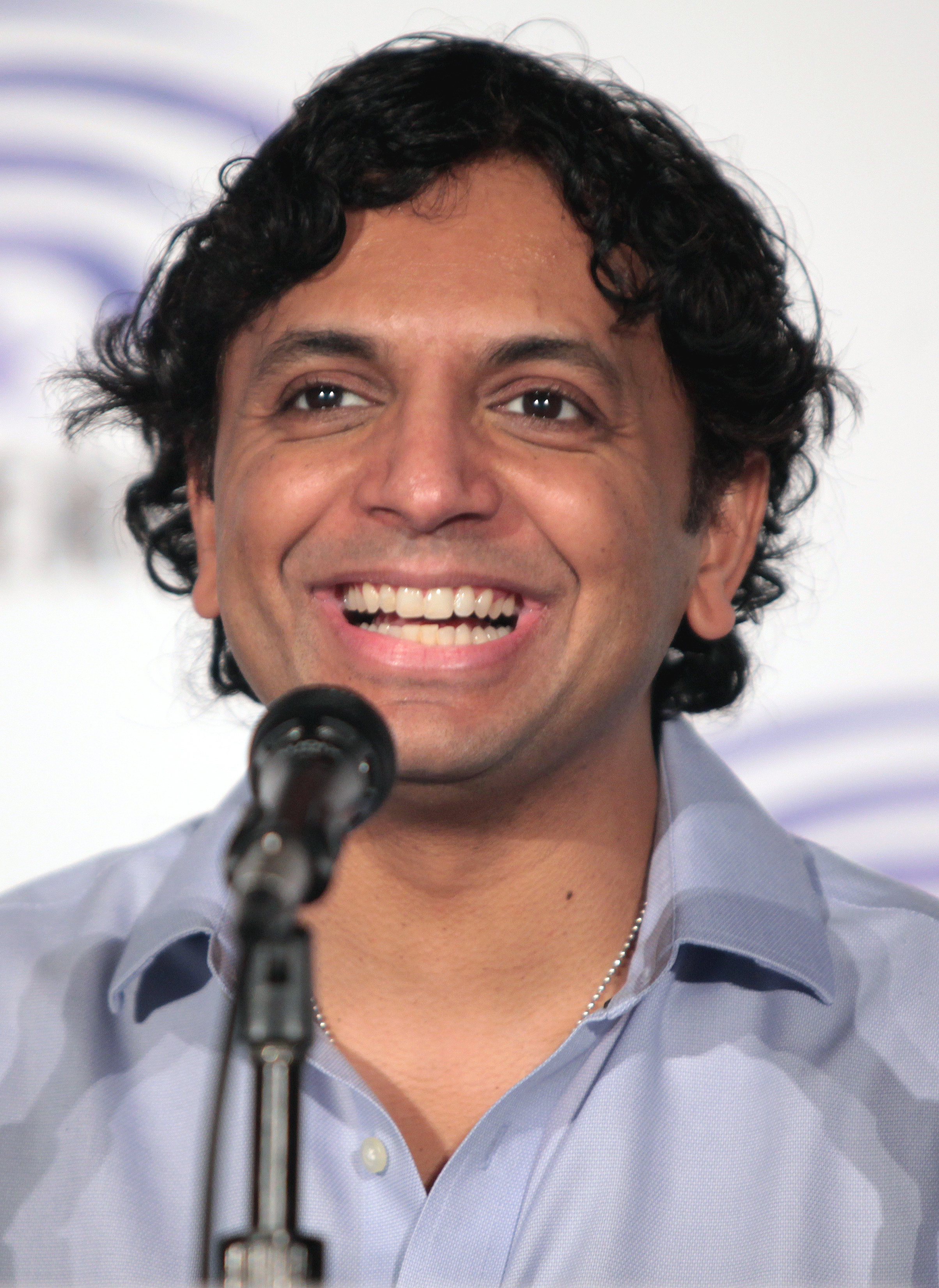
M. Night Shyamalan produzierte das Regiedebüt seiner Tochter.

Anfang 2023 sicherte sich New Line die Rechte an einer Filmadaption des Romans The Watchers vom irischen Autor A. M. Shine. Der Horrorthriller stellt das Regiedebüt von Ishana Shyamalan dar, bei der es sich um die Tochter des Regisseurs M. Night Shyamalan handelt. Ishana sammelte zuvor bei der Apple-TV+-Serie Servant erste Filmerfahrungen und schrieb auch für They See You das Drehbuch. Ihr Vater M. Night war für den Film gemeinsam mit Ashwin Rajan von Blinding Edge und Nimitt Mankad von Inimitable Pictures als Produzent tätig.
Für die Hauptrollen wurden im Frühjahr 2023 die Darstellerinnen Dakota Fanning und Georgina Campbell verpflichtet. Weitere Nebenrollen übernahmen Olwen Fouéré, Oliver Finnegan, Siobhan Hewlett und Alistair Brammer.
Die Dreharbeiten mit Kameramann Eli Arenson begannen im Juli 2023 in Irland. Die Filmaufnahmen erfolgten dabei mit einer Sondergenehmigung der streikenden Schauspielergewerkschaft SAG-AFTRA, da They See You unabhängig finanziert wurde und das Filmstudio New Line ausschließlich für den Vertrieb verantwortlich war. Zu den Drehorten zählten die irischen Städte Wicklow, Galway, Bray und Dublin. Anfang September 2023 wurden die Filmaufnahmen offiziell abgeschlossen.
Ein erster Trailer zum Film wurde am 27. Februar 2024 veröffentlicht; ein zweiter folgte am 22. April 2024. Die Weltpremiere erfolgte am 2. Juni 2024 in New York City. They See You kam am 6. Juni 2024 in die deutschen und am darauffolgenden Tag in die US-amerikanischen Kinos.

## Synchronisation
Die deutschsprachige Synchronisation entstand nach einem Dialogbuch und unter der Dialogregie von Katrin Fröhlich bei Interopa Film.
| Rolle               | Darsteller        | Synchronsprecher   |
| ------------------- | ----------------- | ------------------ |
| Mina                | Dakota Fanning    | Lisa May-Mitsching |
| Madeline            | Olwen Fouéré      | Susanne von Medvey |
| Ciara               | Georgina Campbell | Viola Müller       |
| Daniel              | Oliver Finnegan   | Jonas Lauenstein   |
| John                | Alistair Brammer  | Dennis Herrmann    |
| Professor Kilmartin | John Lynch        | Andreas Fröhlich   |
| Minas Mutter        | Siobhan Hewlett   | Antje Härle        |

## Rezeption

### Altersfreigabe
In den Vereinigten Staaten erhielt They See You von der MPA aufgrund von Gewalt, Schrecken und einigen thematischen Elementen ein PG-13-Rating. In Deutschland vergab die FSK eine Freigabe ab 16 Jahren. In der Freigabebegründung heißt es, der Film enthalte keine drastischen Gewalt- oder Tötungsszenen, habe aber eine durchgehend unheimliche und bedrohliche Grundatmosphäre. Wenngleich es kaum entlastende Momente gebe, könnten Jugendliche die anhaltende Spannung verkraften und die Geschehnisse überforderungsfrei verarbeiten.

### Kritiken
They See You konnte 31 % der 181 bei Rotten Tomatoes gelisteten Kritiker überzeugen und erhielt dabei eine durchschnittliche Bewertung von 4,9 Punkten. Als zusammenfassendes Fazit zieht die Seite, voller unheimlicher Stimmung, aber durch ein stumpfes Drehbuch zunichtegemacht, könne They See You den Blick nur so lange halten, bis Langeweile einsetze. Bei Metacritic erhielt der Film basierend auf 38 Kritiken einen Metascore von 46 von 100 möglichen Punkten.
Zu einem positiven Urteil gelangt Clarisse Loughrey vom Independent, für die They See You ein „brillanter, unerwarteter Leckerbissen“ sei. Im Vergleich zu ihrem Vater M. Night Shyamalan, der seine Filme oft mit einem breiigen, moralischen Ernst, aber auch einer fast komischen Sensibilität inszeniere, interessiere sich Ishana Shyamalan stattdessen für Folklore, Heidentum und Gothic. Auch wenn They See You stellenweise an The Village – Das Dorf erinnere, tausche die Regisseurin schockierende Wendungen gegen einen stärken Fokus auf das Innenleben der Hauptfiguren ein. So entspreche der äußere Rahmen zwar den Werken ihres Vaters, doch They See You punkte mit einer eigenen Stimmung, neuen Ideen und erfrischend unheimlichen Kreaturen.
Durchwachsener zeigt sich Elisabeth Vincentelli von der New York Times, für die Ishana Shyamalan mit einer jungen neuen Stimme nur ein altbekanntes Lied singe. They See You funktioniere für die Filmkritikerin am besten, wenn das wunderbare Sounddesign voll ausgenutzt werde, um ein Gefühl des Schrecken zu erzeugen. Diese Technik sei so effektiv, dass sich die Jump-Scares im Vergleich dazu billig anfühlen würden. So erdrückend die Atmosphäre aber auch sein möge, könne sie die zahlreichen Handlungslücken nicht überdecken. Der Film werde einzig von Hauptdarstellerin Dakota Fanning gerettet, die sich weigere, innerhalb bekannter Figurenbilder zu spielen, und einen stetigen Kontrast zur vorhersehbaren Bananenhandlung biete.
Enttäuscht zeigt sich Robert Abele von der Los Angeles Times, für den sich They See You in einer luftleeren Galerie sorgfältig gestalteter Bilder gefangen anfühle. Visuell sei zweifelsohne Talent bei Regisseurin Ishana Shyamalan zu erkennen, so etwa bei der Inszenierung von eleganten, stimmungsvollen Umgebungen, den bewusst unscheinbar belassenen Kreaturen oder den wie in einem Stillleben positionierten Darstellern. Allerdings werde dabei der Kameraarbeit von Eli Arenson Vorrang vor Dialogen, Schauspielern und der inneren Logik eingeräumt, wodurch der Erzählung jede menschliche Ebene entzogen werde. Es gebe keine Figurenentwicklung und vergessenswerte Nebencharaktere, sodass jedes authentische Drama zum Ende hin verflogen sei.
Ein vernichtendes Urteil fällt auch Benjamin Lee vom Guardian, der They See You als alberne und altbekannte Geschichte beschreibt. Der Filmemacherin Ishana Shyamalan bescheinigt er, eine bessere Regisseurin als Autorin zu sein, trotzdem aber weitaus unsicherer im Vergleich zu ihrem Vater zu agieren. So stolpere sie beim Versuch, die Hauptfigur zu erklären, über das Ausgangsmaterial, erzeuge innerhalb des uneleganten Drehbuchs ein Durcheinander aus lächerlicher Mythologie, baue unbeholfene Infodumps wie aus einem Videospiel in die Erzählung ein und verwandle jegliche Spannung, die sich hätte aufbauen können, in Brei. Das Schlimmste am Finale sei dabei, dass es nicht nur dumm, sondern auch langweilig sei – die größte Todsünde im Horrorgenre. Daneben kritisiert Lee auch die seiner Ansicht nach katastrophal schwache Leistung von Hauptdarstellerin Dakota Fanning, die ihre oberflächlichen Dialoge lustlos vortrage.

### Einspielergebnis
Am Startwochenende enttäuschte They See You an den US-amerikanischen Kinokassen und belegte mit einem Einspielergebnis von nur sieben Millionen US-Dollar den vierten Platz der Kino-Charts. Dem Budget von rund 30 Millionen US-Dollar stehen weltweite Einnahmen aus Kinovorführungen in Höhe von 33,3 Millionen US-Dollar gegenüber, von denen der Film allein 19,1 Millionen im nordamerikanischen Raum erwirtschaften konnte.